# Kleidokraniale Dysplasie

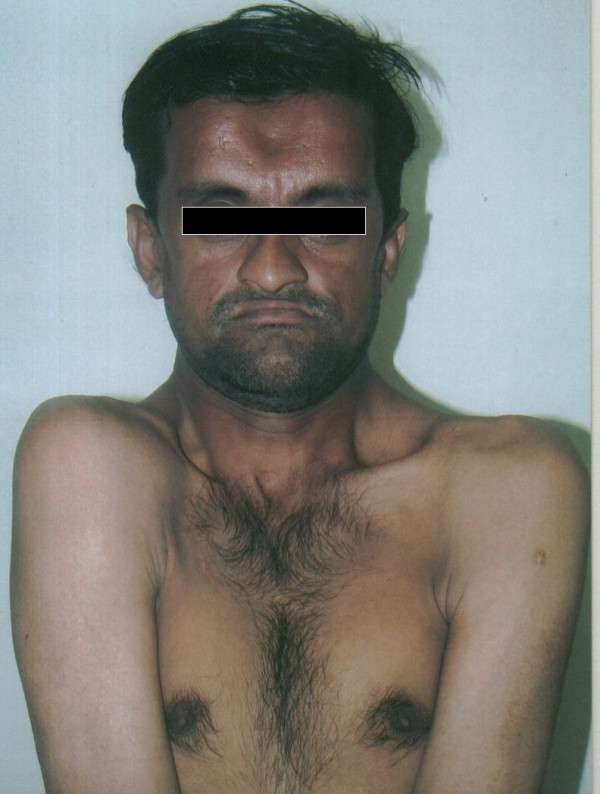
Stirn- und Gesichtsveränderungen zusammen mit unnormaler Beweglichkeit im Schultergürtel

Die Kleidokraniale Dysplasie oder Kleidokraniale Dysostose, lateinisch Dysplasia cleidocranialis oder Dysostosis cleidocranialis, ist eine sehr seltene angeborene Erkrankung mit fehlenden oder unterentwickelten Schlüsselbeinen, weit offenen Fontanellen und Schädelnähten sowie Zahnveränderungen. Die gleichzeitige Betroffenheit von Schädelteilen (Desmocranium) und Schlüsselbein ist durch die desmale Ossifikation, bei der die Entwicklungsstörung liegt, dieser Knochen zu erklären.
Synonyme sind: Kleidokraniale Dysostose; Marie-Sainton-Syndrom; lateinisch Dysplasia cleidocranialis; Dysostosis cleidocranialis

## Verbreitung
Die Häufigkeit wird mit 1–9 zu 1.000.000 angegeben, die Vererbung erfolgt autosomal-dominant, es gibt aber auch eine rezessiv vererbbare Form.

## Ursache
Der Erkrankung liegen Mutationen im RUNX2-Gen im Chromosom 6 am Genort p21.1 zugrunde, welches für das Protein Runt-related transcription factor 2 codiert.

## Klinische Erscheinungen
Das klinische Erscheinungsbild stellt sich breit gefächert dar:
- Kleidokraniale Dysplasie, klassische Form
- Kleidokraniale Dysplasie, Form fruste mit lediglich Zahnveränderungen
- Kleidokraniale Dysplasie, Form fruste mit Brachydaktylie

Klinisch gemeinsame Kriterien sind:
- Hypoplasie oder das Fehlen der Schlüsselbeine mit schmalen, hängenden Schultern, die vor der Brust zusammengeführt werden können
- später bis ausbleibender Verschluss der Fontanellen und Schädelnähte
- multiple überzählige, meist retinierte Zahnanlagen (Echte Hyperdontie), welche sich auf die Kau- und Schliessfähigkeiten auswirken können.[4]

Hinzu können Skelettveränderung kommen wie Brachydaktylie, kurze breite Daumen, Kleinwuchs, Skoliose, Genu valgum, Coxa vara, dehiszente Symphyse, Schulterblattdysplasien.

## Diagnose
Die Diagnose ergibt sich aus der Klinik und wird durch die charakteristischen Veränderungen im Röntgenbild bestätigt:
- Verzögerte Verknöcherung des Schädels mit sehr weiten Fontanellen bis zum Erwachsenenalter offen bleibend
- Großer Schädel mit frontaler Vorwölbung, relativ kleines Gesicht
- Schmale Schultern wegen der fehlenden Schlüsselbeine
- Enger Thorax
- sehr weite Symphyse
- Kurze Mittelphalangen der Kleinfinger
- Verzögerte Knochenreifung
- Coxa vara

Molekulargenetische Untersuchungen können die Diagnose absichern.

## Differentialdiagnose
Abzugrenzen sind:
- Mandibuloakrale Dysplasie
- Crane-Heise-Syndrom
- Yunis-Varon-Syndrom
- Pyknodysostose
- CDAGS-Syndrom
- Hypophosphatasie

## Therapie
Die Behandlung der Zahnveränderungen steht klinisch im Vordergrund mit dem Ziel, sowohl funktionell als auch ästhetisch ein gutes Ergebnis zu erzielen. Dazu werden überzählige, fehlliegende und abnormale Zähne entfernt. Die Knochendichte sollte im Auge behalten und eine Vorbeugung gegen Osteoporose in Erwägung gezogen werden.

## Geschichte
Die Erstbeschreibung der Erkrankung erfolgte bereits im Jahre 1898 durch den französischen Neurologen Pierre Marie und französischen Arzt Paul Sainton (1868–1958).
Darauf ist die Bezeichnung Marie-Sainton-Syndrom oder Scheuthauer-Marie-Sainton Syndrom zurückzuführen.